# Kurt W. Rothschild

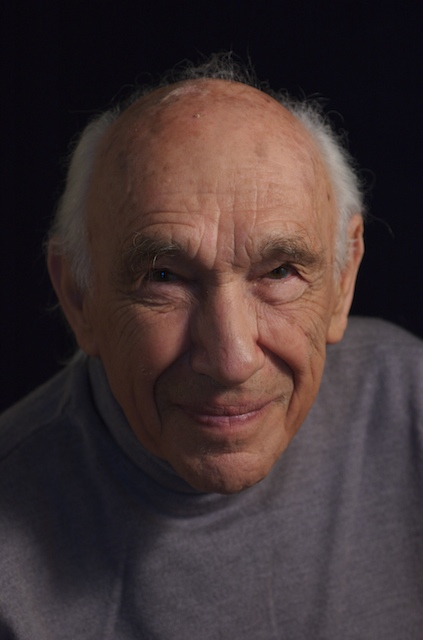
Kurt W. Rothschild, April 2006

Kurt Wilhelm Rothschild (* 21. Oktober 1914 in Wien, Österreich-Ungarn; † 15. November 2010 in Wien) war ein österreichischer Wirtschaftswissenschaftler.

## Leben
Kurt Wilhelm Rothschild studierte Rechtswissenschaften an der Universität Wien (Dr. iur.) und musste 1938 emigrieren. An der Universität Glasgow studierte er Nationalökonomie und Politische Philosophie (M. A. zu Economics and Political Philosophy) und arbeitete dort von 1940 bis 1947 als Assistant Lecturer und Lecturer. Von 1947 bis 1966 war er Wissenschaftlicher Referent am Österreichischen Institut für Wirtschaftsforschung (WIFO) in Wien und von 1966 bis 1985 Professor für Volkswirtschaftslehre an der Johannes Kepler Universität Linz. Zwischen 1971 und 1972 war Rothschild kurzzeitig Rektor ebendieser Universität.
Rothschild galt als Doyen der österreichischen Wirtschaftswissenschaften.
Er wurde am Friedhof der Feuerhalle Simmering bestattet (Abt. 5, Gruppe 1, Nr. 14).
Sein Sohn ist der Literaturwissenschafter und Publizist Thomas Rothschild.

## Ehrendoktorate
- 1987 Universität Aachen
- 1990 Universität Augsburg
- 1995 Universität Bremen
- 1995 University of Leicester
- 2004 Wirtschaftsuniversität Wien

## Auszeichnungen

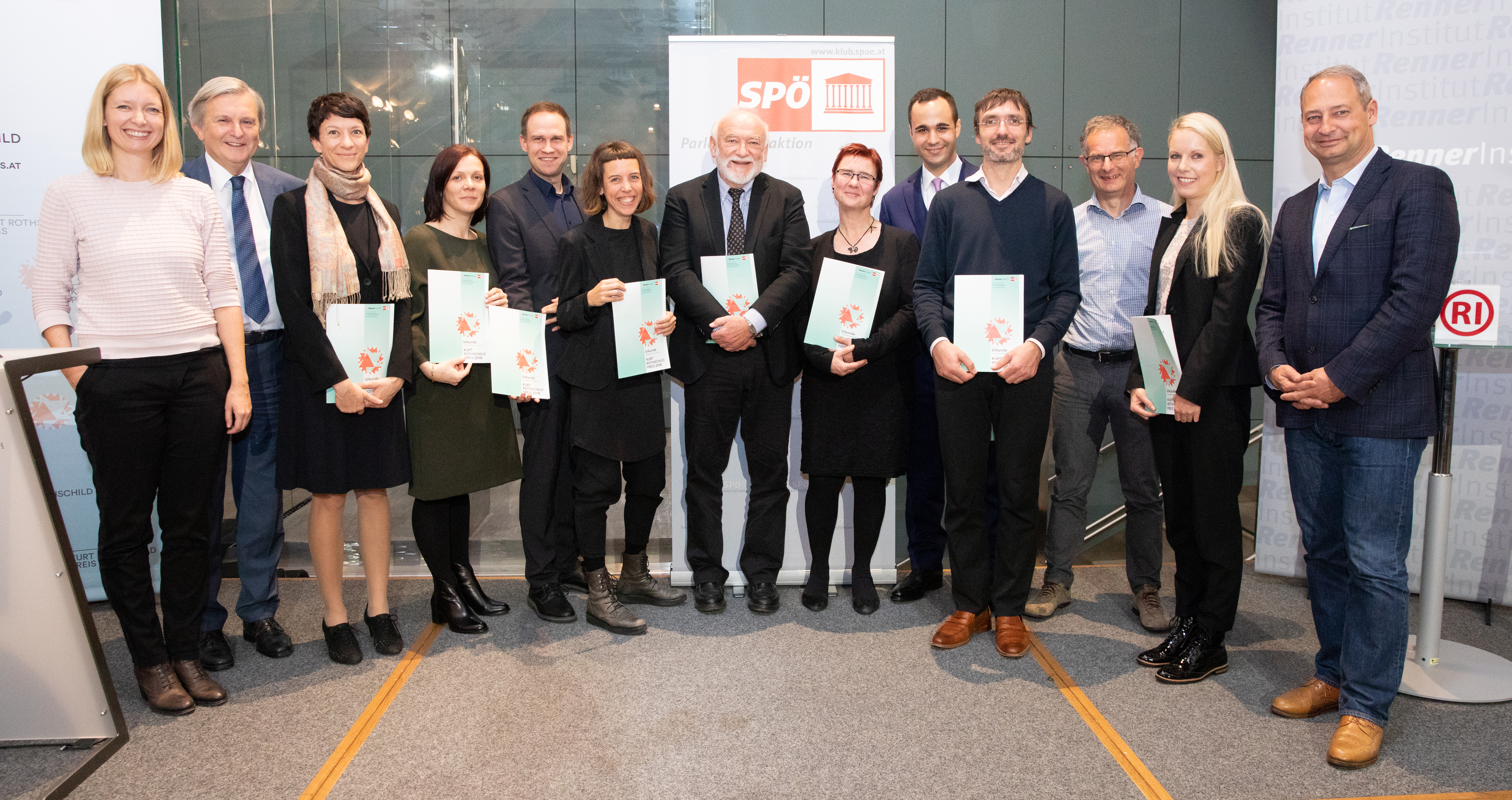
Verleihung des Kurt-Rothschild-Preises 2018

- 1980 Preis der Stadt Wien für Geisteswissenschaften
- 1983 Wissenschaftsmedaille der Stadt Linz
- 1983 Würdigungspreis (?) der Stadt Wien
- 1986 Österreichisches Ehrenkreuz für Wissenschaft und Kunst I. Klasse
- 1999 Ehrenzeichen des Landes Oberösterreich
- 2010 Bruno-Kreisky-Preis für das politische Buch (Sonderpreis für das publizistische Gesamtwerk)

Seit 1998 organisiert ihm zu Ehren das Volkswirtschafts-Institut der Universität Linz jährlich eine Kurt W. Rothschild-Vorlesung.
Seit 2016 verleiht das Renner-Institut den Kurt-Rothschild-Preis für Wissenschaftsjournalistik. Hauptpreisträger waren 2016 Peter Bofinger, 2017 Marcel Fratzscher, 2018 Heinz D. Kurz und 2019 Kate Raworth.
Im Jahr 2021 wurde die Kurt Rothschild School of Economics and Statistics als Teilorganisation der Universität Linz eröffnet.

## Publikationen

### Bücher
- Austria’s Economic Development between the Two Wars. London 1947
- The Theory of Wages. Oxford 1954; 2. Auflage: Kelley, New York 1967
  - Lohntheorie. Vahlen, Berlin/Frankfurt 1963
- Marktform, Löhne und Aussenhandel. Beiträge zur Wirtschaftstheorie und zur Wirtschaftspolitik. Europa Verlag, Wien/Frankfurt/Zürich 1966
- Wirtschaftsprognose. Methoden und Probleme. Springer, Berlin/Heidelberg/New York 1969
- (Hrsg.): Power in Economics. Penguin, Harmondsworth 1971, ISBN 0-14-080205-3
- mit Ewald Nowotny und Gerhardt Schwödiauer: Bestimmungsgründe der Lohnbewegung. Springer, Wien/New York 1972, ISBN 3-211-81067-6
- mit Hans-Jürgen Schmahl: Beschleunigter Geldwertschwund. Ursachen und Konsequenzen. Niederschrift der Arbeitstagung vom 16. Juni 1972 im HWWA-Institut für Wirtschaftsforschung, Hamburg. Verlag Weltarchiv, Hamburg 1973, ISBN 3-87895-102-7
- Arbeitslosigkeit in Österreich. 1955–1977. Österreichisches Institut für Arbeitsmarktpolitik, Linz 1977
- Einführung in die Ungleichgewichtstheorie. Springer, Berlin/Heidelberg/New York 1981, ISBN 3-540-10894-7
- mit Hans-Jürgen Krupp & Bernd Rohwer (Hrsg.): Wege zur Vollbeschäftigung. Konzepte einer aktiven Bekämpfung der Arbeitslosigkeit. Rombach, Freiburg 1986, ISBN 3-7930-9039-6
- Theorien der Arbeitslosigkeit. Einführung. Oldenbourg, München/Wien 1988, ISBN 3-486-20843-8; 2. Auflage ebd. 1994, ISBN 3-486-22928-1
- Arbeitslose: Gibt’s die? Ausgewählte Beiträge zu den ökonomischen und gesellschaftspolitischen Aspekten der Arbeitslosigkeit. Herausgegeben von Reiner Buchegger, Monika Hutter & Béla Löderer. Metropolis-Verlag, Marburg 1990, ISBN 3-926570-18-0
- Ethik und Wirtschaftstheorie. Mohr, Tübingen 1992, ISBN 3-16-145969-5
  - Ethics and Economic Theory. Ideas – Models – Dilemmas. Edward Elgar, Aldershot 1993, ISBN 1-85278-675-2
- Employment, Wages and Income Distribution. Critical Essays in Economics. Routledge, London/New York 1993, ISBN 0-415-08579-9
- Ökonomie im global village. Vortrag anlässlich der Veranstaltung des Liechtenstein-Instituts zum 75-jährigen Bestehen des Liechtensteinischen Personen- und Gesellschaftsrechts am 23. September 2001 in Vaduz. Verlag der Liechtensteinischen Akademischen Gesellschaft, Vaduz 2001, ISBN 3-7211-1050-1
- Die politischen Visionen großer Ökonomen. Wallstein-Verlag, Göttingen 2004, ISBN 3-89244-768-3
  - Rezension von Vera Ziegeldorf, H-Soz-u-Kult, 2. Januar 2004
- mit Hans Bürger: Wie Wirtschaft die Welt bewegt. Die großen ökonomischen Modelle auf dem Prüfstand. Lesethek Verlag, Wien 2009, ISBN 978-3-99100-009-9

### Aufsätze
- Die Phillips-Kurven-Diskussion. Eine Übersicht. In: Ewald Nowotny (Hrsg.): Löhne, Preise, Beschäftigung. Die Phillips-Kurve und ihre Alternativen. Athenäum-Fischer-Taschenbuch-Verlag, Frankfurt 1974, ISBN 3-8072-5012-3
- Vollbeschäftigung – eine Ausnahmesituation? In: Aus Politik und Zeitgeschichte. Bd. 31, 1983, S. 25–31 (wiederabgedruckt in Arbeitslose: Gibt’s die? S. 151–163)
- Kleinstaat und Interdependenz. Anmerkungen zur Kleinstaatentheorie aus ökonomischer Sicht. In: Arno Waschkuhn (Hrsg.): Kleinstaat. Grundsätzliche und aktuelle Probleme. Liechtensteinische Akademische Gesellschaft, Vaduz 1994, ISBN 3-7211-1018-8, S. 71–87
- Subsidiarität aus ökonomischer Sicht. In: Alois Riklin & Gerard Batliner (Hrsg.): Subsidiarität. Ein interdisziplinäres Symposium. Liechtensteinische Akademische Gesellschaft, Vaduz 1994, ISBN 3-7211-1021-8, S. 193–202
- Epilog: Ist Vollbeschäftigung möglich? In: H. G. Zilian und Jörg Flecker (Hrsg.): Pathologien und Paradoxien der Arbeitswelt. Forum Sozialforschung, Wien 1997, ISBN 3-901339-02-7